# Dziurawa Skała (Paskowe Doły)
Dziurawa Skała, Dziurawa lub Okienna – skała na Wyżynie Olkuskiej (część Wyżyny Krakowsko-Częstochowskiej), w miejscowości Sułoszowa w województwie małopolskim, w powiecie krakowskim, w gminie Sułoszowa. Skała znajduje się na dnie orograficznie prawego zbocza Dolinki za Piekarnią. Jest najdalej na zachód wysuniętą skałą w tej dolince.

## Drogi wspinaczkowe
Dziurawa Skała to zbudowana z wapieni skała o wysokości 7–10 m o ścianach połogich, pionowych lub przewieszonych. Jest w nich filar i duże okno skalne. Skała znajduje się w zaroślach u podnóży zbocza, tuż nad łąką zajmującą dno dolinki. Uprawiana jest na niej wspinaczka skalna. Na skale są 2 drogi wspinaczkowe o trudności VI+ i VI.1 w skali tatrzańskiej. Mają zamontowane stałe punkty asekuracyjne; ringi (r) i stanowiska zjazdowe (st). Ściana wspinaczkowa ma wystawę zachodnią.
1. Smalec i karitas; 4r + st, VI+, 10 m
2. Dald do ptaszka; 3r + st, VI.1, 10 m[2].

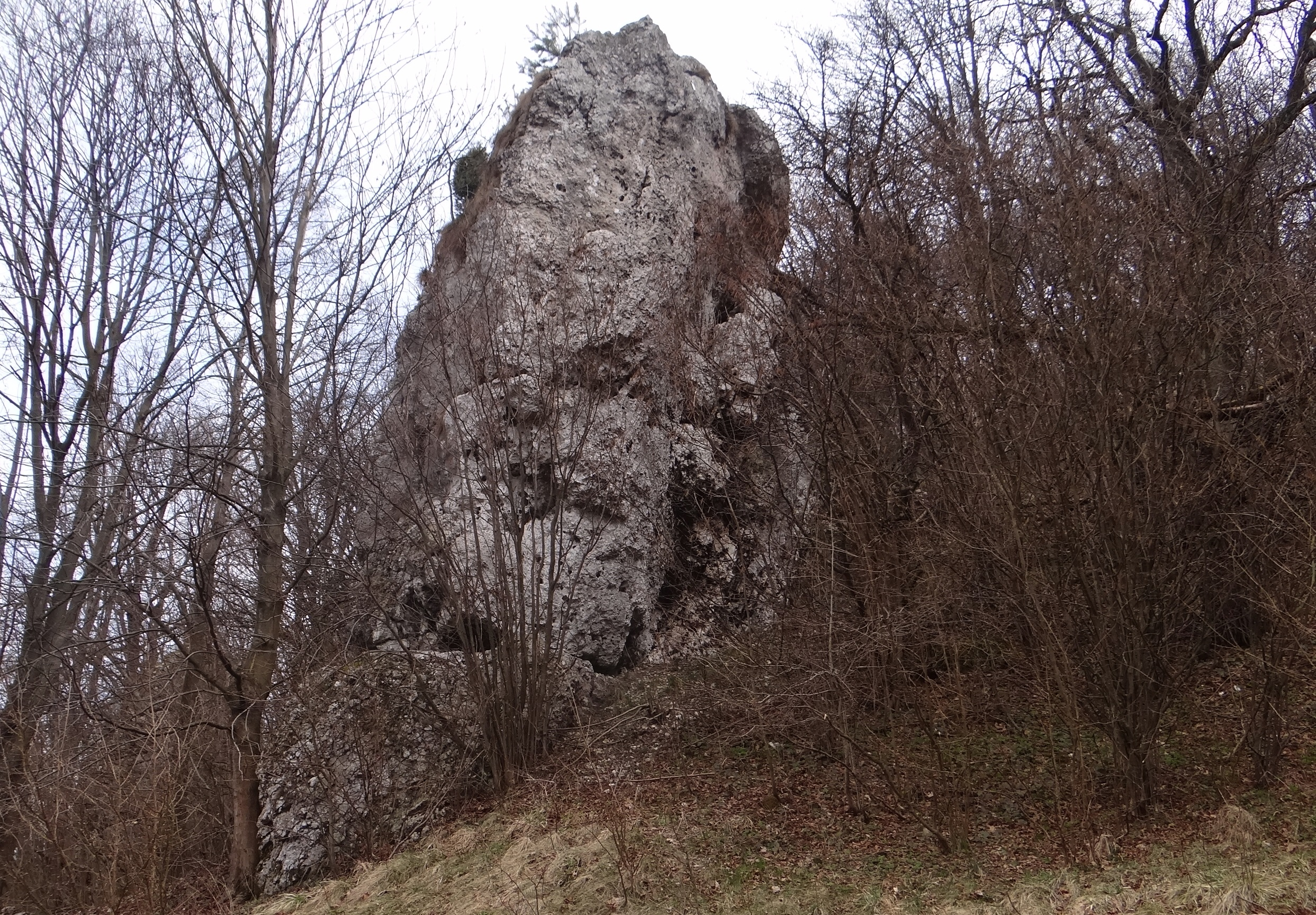
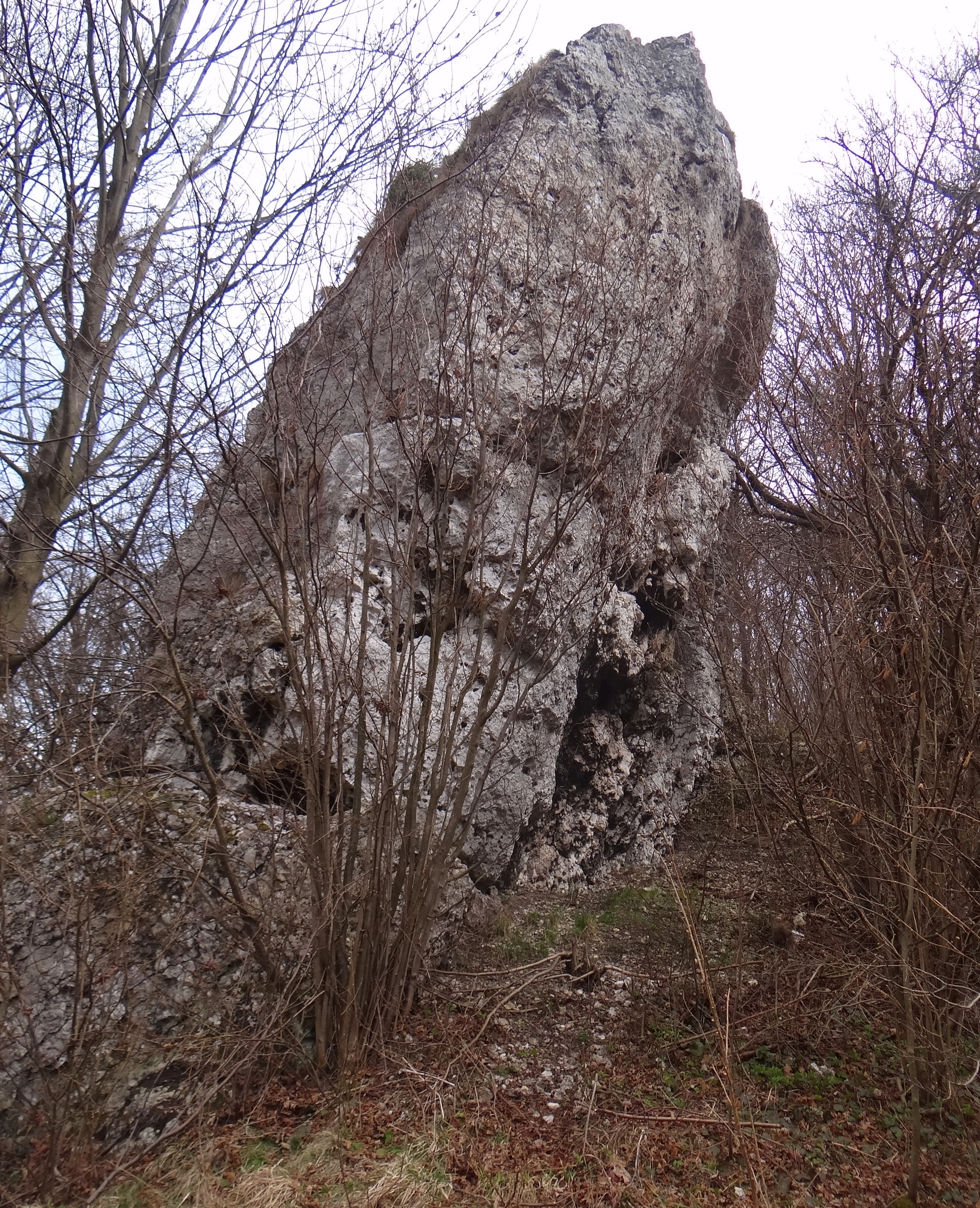
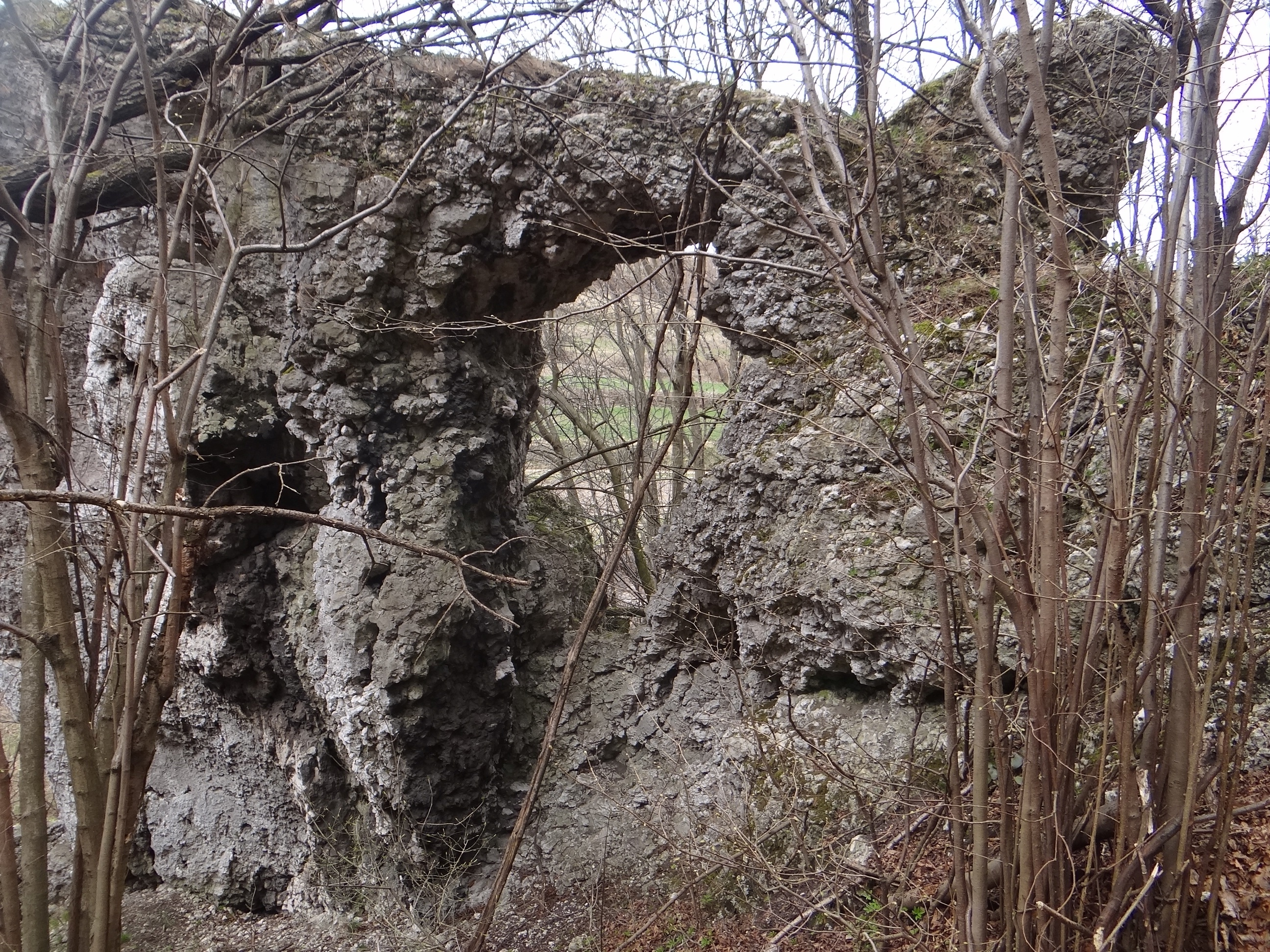
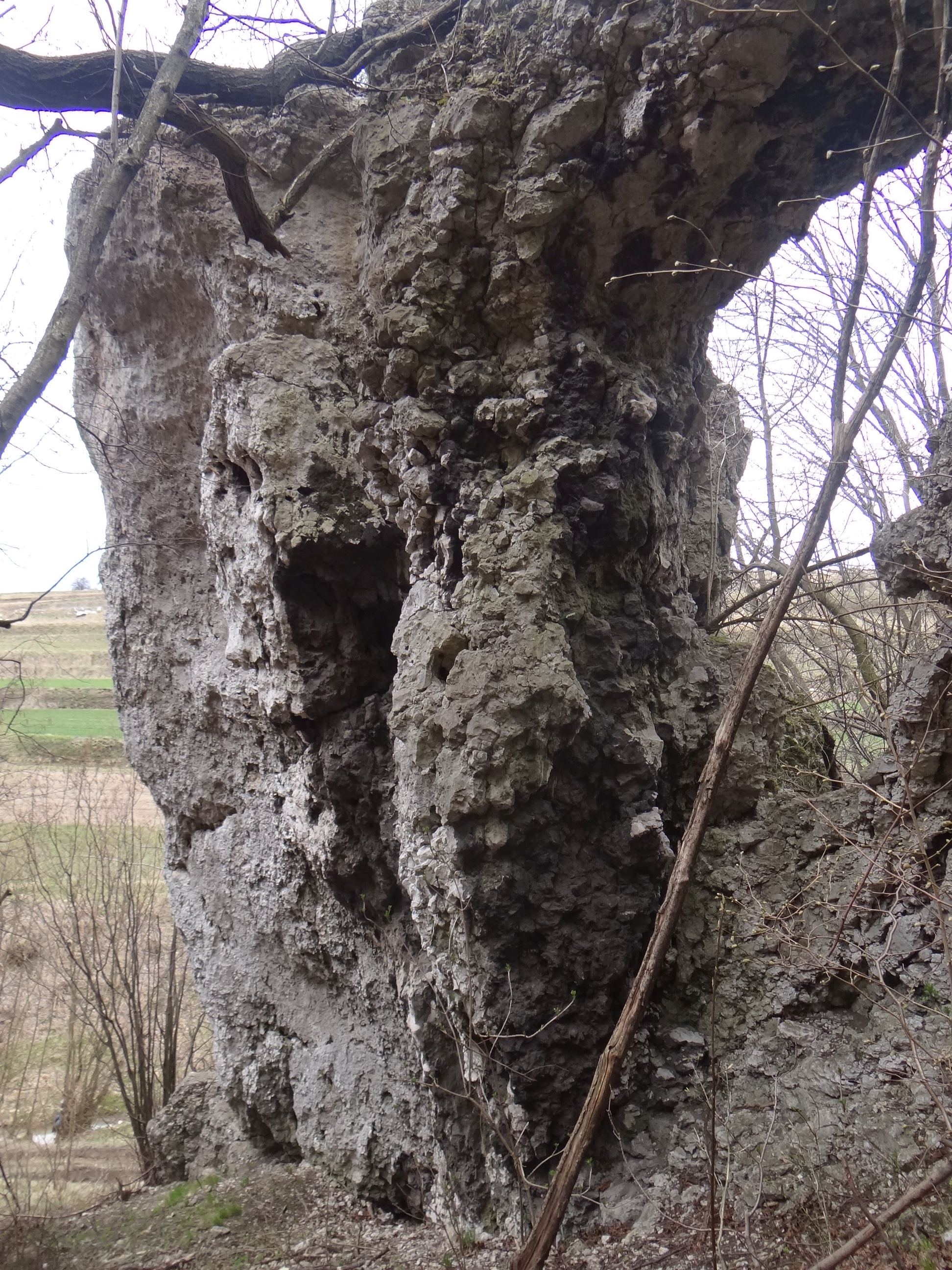